# Willy Logan
William Frederick "Willy" Logan, född 15 mars 1907 i Saint John, död 6 november 1955, var en kanadensisk skridskoåkare.
Logan blev olympisk bronsmedaljör på 1 500 meter och 5 000 meter vid vinterspelen 1932 i Lake Placid.